# La Diligence (restaurant)
La Diligence was een restaurant in Beek, Nederland. Het had een Michelinster in de periode 1979-1985.
De Michelinster werd verdiend vanwege de kookkunsten van chef-kok Bèr Smeets. Smeets nam in 1974 het toen gesloten Parkhotel in Beek over. Na een renovatie werden het restaurant en hotel heropend in februari 1974. Na het wegvallen van de Michelinster ging het snel bergafwaarts met het restaurant. In oktober 1987 werd het restaurant definitief gesloten.
Het restaurant was gevestigd in een villa aan de Maastrichterlaan, die in 1992 gesloopt werd.